# Claudia Biehne

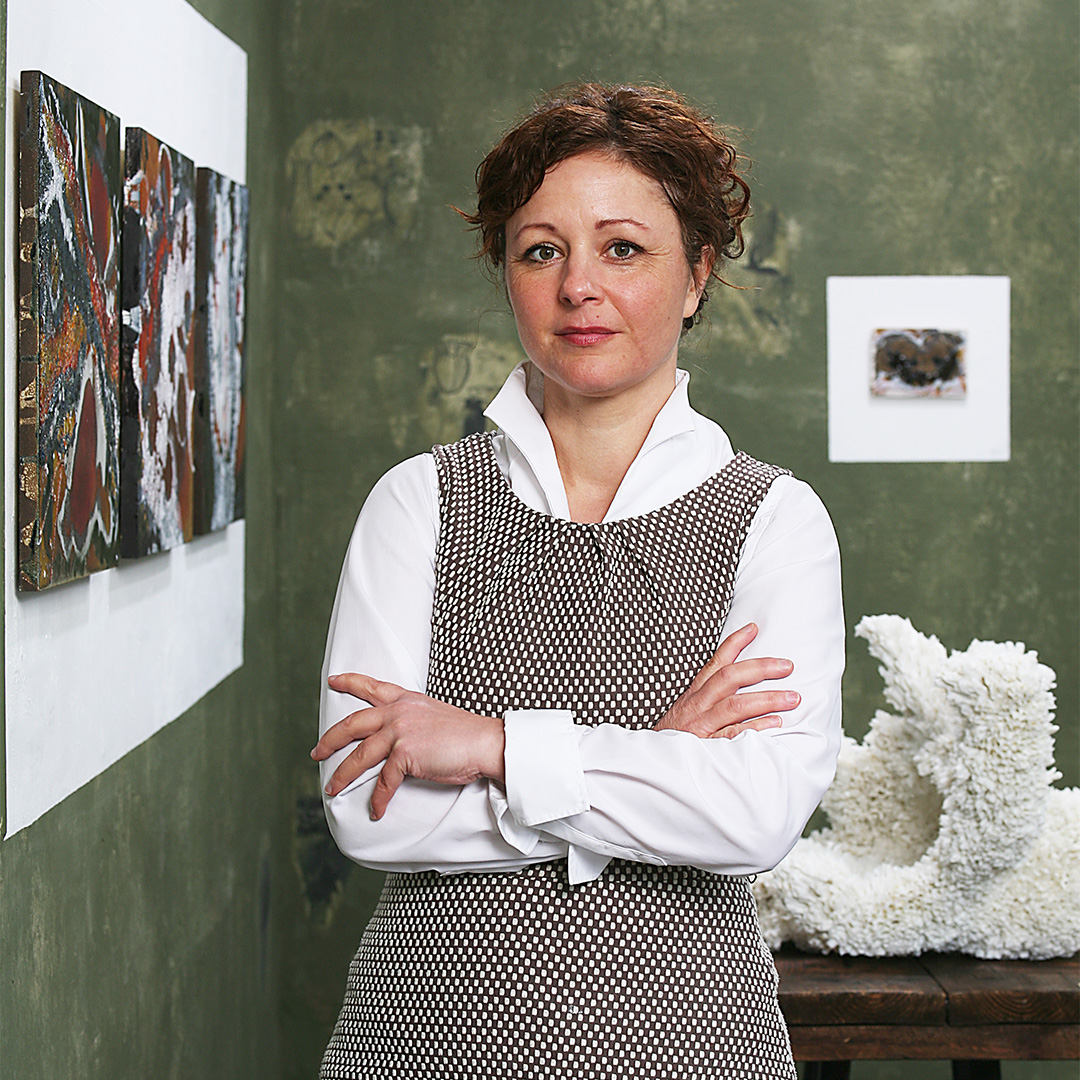
Claudia Biehne, Leipzig 2019

Claudia Biehne (* 30. Juli 1974 in Leipzig) ist eine deutsche Künstlerin, die vorwiegend plastisch mit Porzellan arbeitet.

## Leben
Claudia Biehne entdeckte 1993/1994 ihre Vorliebe für die Keramik während eines Au-Pair-Aufenthaltes bei der Keramikerin Merylène Schmit in Luxemburg, wo sie gleichzeitig Gaststudentin in der dortigen École des Beaux Arts war.
Nach einer klassischen Keramikerlehre studierte sie ab 1996 an der Burg Giebichenstein Kunsthochschule Halle. Auslandsstudienaufenthalte führten sie an die Akademie der Bildenden Künste Prag sowie an die University of Art and Design Helsinki. Das Studium in Halle beendete sie 2001 mit Auszeichnung und schloss dort unmittelbar danach ein zweijähriges Aufbaustudium an.
2004 bezog sie ein Atelier auf dem Kunstareal der ehemaligen Leipziger Baumwollspinnerei. Seit 2007 arbeitet sie mit ihrem Partner Stefan Passig (Diplom der Bildenden Kunst an der HGB Leipzig) zusammen, der innerhalb der Kooperation für die kuratorischen und organisatorischen Belange zuständig ist. Das Atelier sowie die angrenzende Galerie sind öffentlich zugänglich.

## Werk
Claudia Biehnes Porzellanarbeiten zeichnen sich durch einen Bezug zur Natur aus, ohne diese direkt nachzubilden.
Ihre Hauptwerkgruppen gliedern sich in:
- Between the Tides – teils aus hunderten Einzelteilen gefertigte organische Gebilde, die auf den ersten Blick an Korallen erinnern.

- Landscapes in the Mind – malerische Wandarbeiten, die in bis zu sieben Bränden aus Porzellan und Glasur ihre endgültige Erscheinung erhalten

- Lumos – unikate und seit 2007 permanent weiterentwickelte, komplexe Lithophanien, die durch das Verbrennen organischen Materials erzeugt werden[2]
- Vulkanoiden – massiv dickwandige Objekte
- Memory Traces – aufgebaute, narrative, gefäßartige Plastiken

Arbeiten aus Feinsteinzeug:
- Kapseln – erstes Objekt 2003, letztes bisheriges Objekt 2012[3] Als Vorlage für die ersten Stücke dienten Fotografien von Karl Blossfeldt.

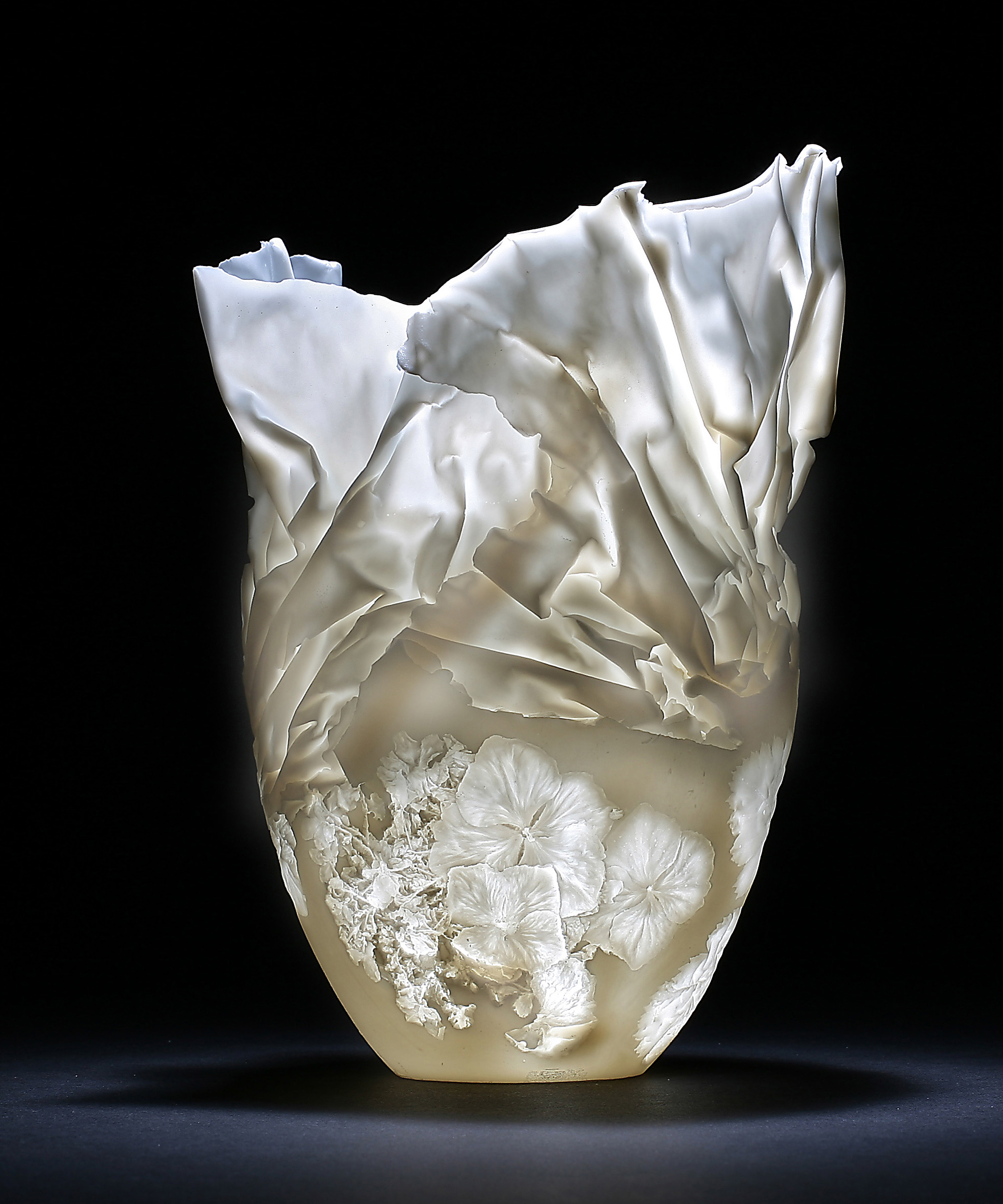
„Lumos“ L-KU, unikat gegossene Materialmixlithophanie

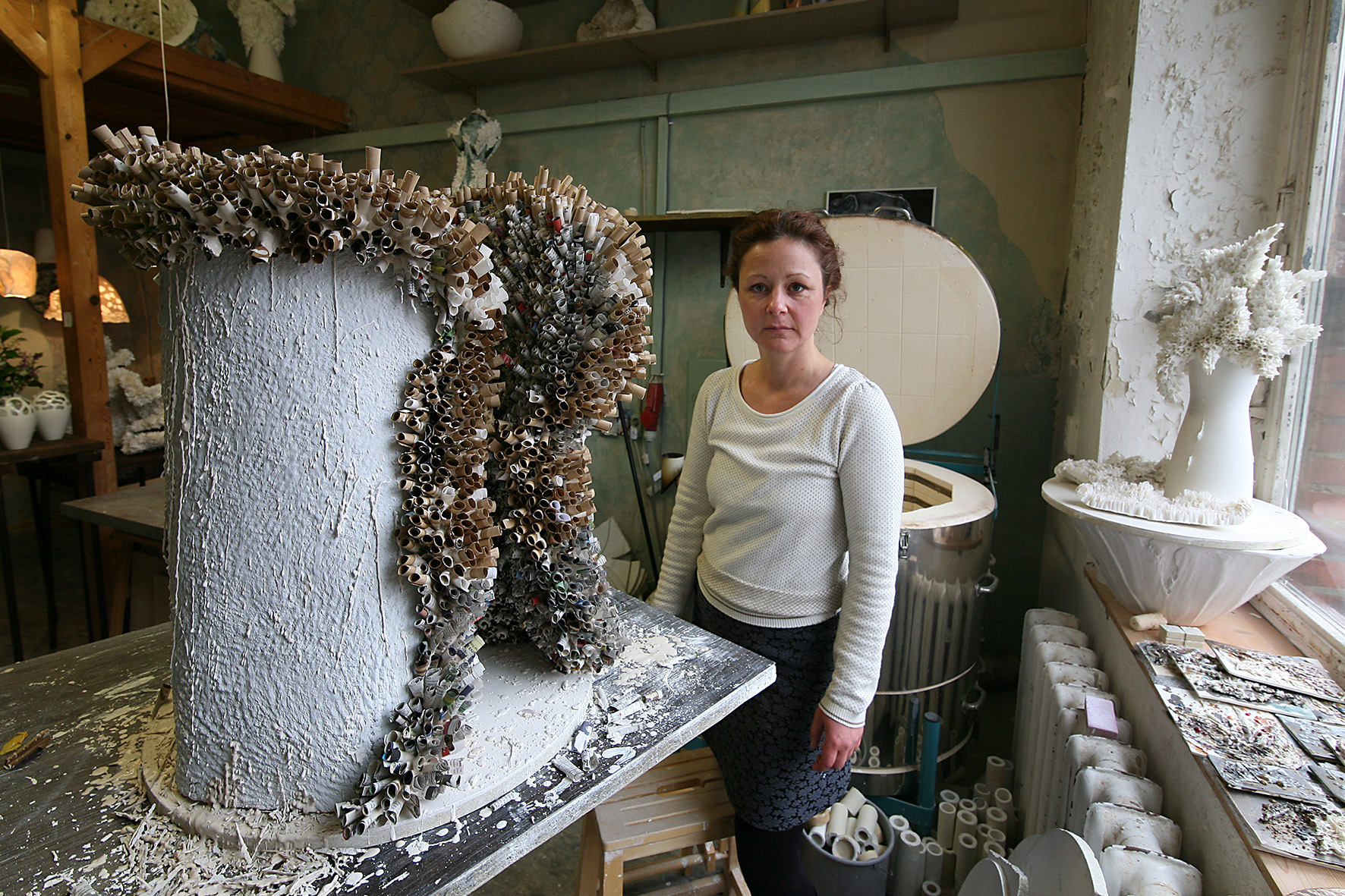
Atelieransicht, 2017

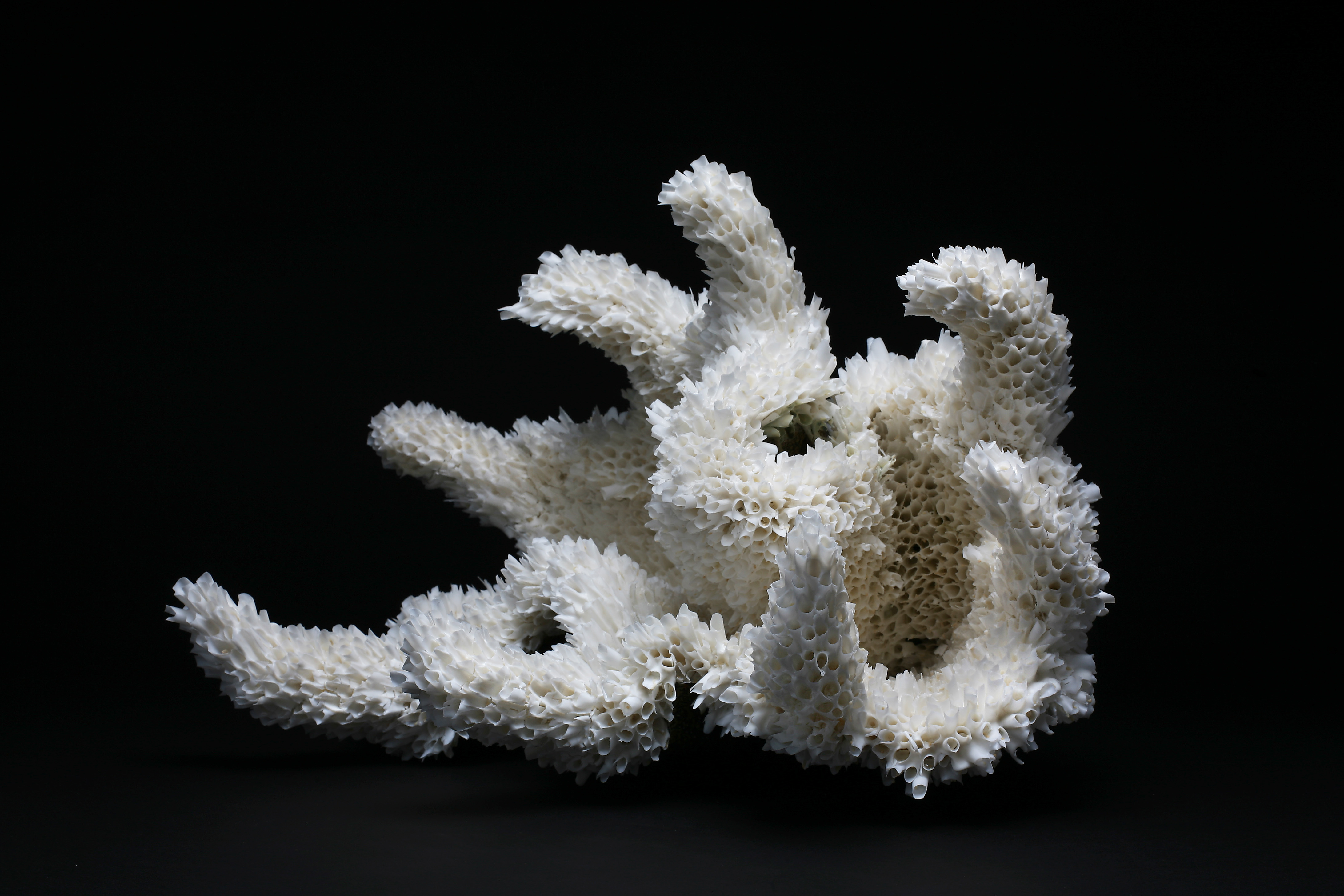
Porzellanunikat aus „Between the Tides“, 2016

## Ausstellungen (Auswahl)
- 2023: „1/X“, Museum Ginkgo Gallery, Jiaxing (China)
- 2023: „Focus“, Time Square, New York (USA)
- 2023: „Contemporania“, Palau Reial de Pedralbes, Barcelona (Spanien)
- 2023: „Call me Ornament 2“, Direktorenhaus Berlin
- 2023: „Résonance[s]“, Straßburg (Frankreich)
- 2023: „Voilà – Polyphon“, Werkschauhalle, Leipzig
- 2022: „Licht“, Saarländisches Künstlerhaus, Saarbrücken
- 2022: „Lux“, 28. Leipziger Jahresausstellung, Baumwollspinnerei Leipzig
- 2021: „25 Jahre Förderpreis Keramik im Oldenburger Pulverturm“, Oldenburg
- 2021: „maskenlos“, Villa Najork, Leipzig
- 2021: Designblok, Prag (Tschechien)
- 2020: „An ordinary spring“, WuTong Art Museum Shanghai (China)
- 2020: „vielfalt!“, Jenaer Kunstverein
- 2020: „Ist das noch Kunsthandwerk“, Handwerkskammer Düsseldorf
- 2019: Froots Gallery, Shanghai/China
- 2019: „European Prize for Aplied Art“, Kilkenny (Irland)
- 2019: „Vulkanoiden & Kapseln“ zusammen mit Gerald Müller-Simon, Galerie Könitz, Leipzig
- 2019: „Radical Craft“, Direktorenhaus Berlin
- 2019: „Art Salzburg“, Salzburg (Österreich)
- 2018: „Homo Faber“, Fondazione Giorgio Cini, Venedig (Italien)
- 2018: „AIC“, Mitglieder-Show, Taipei (Taiwan)
- 2018: „De Mains De Maîtres“, Luxemburg
- 2018: „Monumentality - Fragility“, Mons/Belgien[4]
- 2018: „Maison & Objet“, Paris
- 2018: „Kleistof“, Keramiekmuseum Tiendschuur Tegelen (Niederlande)
- 2018: ARTMUC, München
- 2018: „Christmas Edition“, Handwerksform Hannover
- 2017: „Personal Structures – Open Borders“, während der 57th International Art Biennale, Palazzo Mora, Venedig (Italien)
- 2017: „Révélations“, Grand Palais Paris (Frankreich)
- 2017: „Handmade in Germany“, UMAG Museum and Art Gallery, Hong Kong
- 2017: „Feuer“, Kunsthistorisches Institut der Universität Bonn
- 2017: „Re-Formation“, Art Figura, Schwarzenberg
- 2016: Grafische Stiftung Neo Rauch, Aschersleben
- 2016: 1. Porzellanbiennale Meißen
- 2016: „Kölner Liste“, Köln
- 2016: Galerie: „Silo“, Sömmerda[5]
- 2015: „UNICUM“ National Museum Ljubljana (Slowenien)
- 2015: „Keramik Europas“, Landesmuseum Schloss Gottorf, Schleswig
- 2015: „90 seconds on sculpture“, Internationales Forum, Linz (Österreich)
- 2015: „Schein und Sein“, Europäisches Museum für modernes Glas Rödental
- 2015: „Edel-Weiß“, Glasmuseum Spiegelberg[6]
- 2014: „New York Now“, New York (USA)
- 2014: heike moras art London (Großbritannien)
- 2014: „MINO“, Tajimi, Gifu (Japan)
- 2014: „interiorlifestyle“, Tokio (Japan)
- 2014: „Keramik Europas - Westerwaldpreis“, Keramikmuseum Höhr-Grenzhausen
- 2014: „Freie Formen - Keramische Skulpturen“, Tegelen (Niederlande)
- 2014: „Zugabe“, GEDOK Köln
- 2013: „Präludium“, Einzelausstellung, Galerie terra rossa, Leipzig
- 2013: „German Crafts“, New York (USA)
- 2013: Cheongju International Craft Biennale, Cheongju (Südkorea)
- 2013: „Materialkonzepte“, Saarländisches Künstlerhaus Saarbrücken
- 2013: „Résonance[s]“, Strasbourg (Frankreich)
- 2012: CICA, l’Alcora (Spanien)
- 2012: „Between the tides“, Einzelausstellung, Keramikmuseum Staufen
- 2012: „German Crafts“, New York (USA)
- 2012: Ceramica Multiplex, Varazdin (Kroatien)
- 2012: Grassimesse, Grassimuseum Leipzig
- 2012: „Just Ceramics“, Keramikmuseum Westerwald, Höhr-Grenzhausen
- 2012: „Angewandte Kunst aus Mitteldeutschland“, Schloss Merseburg
- 2012: Ausstellung zum: „Perron-Kunstpreis“, Porzellanikon Selb
- 2010: „Mixed Media – Keramik plus…“, Keramikmuseum Westerwald
- 2010: „at the moment“, Keramikmuseum Westerwald
- 2010: International Ceramics Biennale of Marratxi (Spanien)
- 2009: Werkschau, Keramikmuseum Raeren (Belgien)
- 2009: „Vasenekstasen“, Ateliergalerie Leipzig
- 2009: Concours International de Céramique, Carouge (Schweiz)
- 2009: Internationale Keramikbiennale Kapfenberg (Österreich)
- 2008: „Forum junges Porzellan“, Porzellanikon Selb
- 2008: „Leukosia“, Einzelausstellung im Pulverturm Oldenburg
- 2007: „Porzellan“, Ausstellung mit Marianne Eggimann, art-Kapella, Schkeuditz
- 2006: „Große Kunstausstellung“, Kunsthalle Villa Kobe, Halle/S.
- 2005: Triennial World Exhibition of Ceramic Sculpture, Zagreb (Kroatien)

## Auszeichnungen (Auswahl)
- 2016: EUNIQUE Award, Karlsruhe[7]
- 2015: CERCO, 2. Preis Asociación Profesional De Artesanos De Aragón, Saragossa (Spanien)
- 2015: Aufnahme in die International Academy of Ceramics
- 2014: MINO, Jurypreis, Gifu (Japan)
- 2013: Marianne-Brandt-Preis des Sächsischen Staatsministeriums für Wissenschaft und Kunst
- 2013: Anerkennung zum „Von Taube Preis“, Klaffenbach
- 2013: Jurypreis „Im Namen der Lippischen Rose“
- 2013: Lobende Erwähnung, Cheongju International Craft Biennale, Cheongju (Südkorea)
- 2012: Finalistin CICA, l’Alcora (Spanien)
- 2012: zweiter Keramikpreis der Stadt Hanau
- 2011: 1. Preis „Rhythmus und Muster“, Iznang, Ankaufspreis des Badischen Landesmuseums
- 2008: Förderpreis Keramik im Pulverturm
- 2007: Preis des Keramikmuseums Raeren (Belgien)
- 2006: Preisträgerin bei „Große Kunstausstellung“, Halle/S.
- 2005: 1. Preis der Triennial World Exhibition of Ceramic Sculpture, Zagreb (Kroatien)

## Werke in öffentlichen Sammlungen
- Museum of Modern Ceramic Art, Gifu (Japan)
- New Taipei City Yingge Ceramics Museum (Taiwan)
- Nationalmuseum Ljubljana (Slowenien)
- Centro de Artesanía de Aragón (Spanien)
- Museu Del Fang De Marratxí, Mallorca (Spanien)
- Keramiekmuseum Tiendschuur Tegelen (Niederlande)
- Keramikmuseum Raeren (Belgien)
- Europäisches Museum für modernes Glas, Rödental
- Keramikmuseum Westerwald
- Keramion Frechen
- Porzellanikon Selb
- Badisches Landesmuseum